# IC 5181
IC 5181 ist eine linsenförmige Galaxie vom Hubble-Typ S0 im Sternbild Kranich am Südsternhimmel. Sie ist schätzungsweise 88 Millionen Lichtjahre von der Milchstraße entfernt.
Das Objekt wurde im Jahre 1900 vom britischen Astronomen Joseph Lunt entdeckt.